# Шхери Мініна
Шхери Мініна (рос. Шхеры Минина) — архіпелаг невеликих островів у Карському морі біля узбережжя півострова Таймир, неподалік від гирла річки Пясіни.
Адміністративно територія островів належить до Таймирського Долгано-Ненецького району Красноярського краю Росії.
Свою назву отримали у 1900 році на честь штурмана Федора Мініна, начальника Об-Єнісейського загону Великої Північної експедиції, який спільно з підштурманом Дмитром Стерлеговим відкрив і описав їх у 1740 році. Сам Мінін назвав цю групу островів «Кам'яні».
Вкриті арктичними тундрами різних типів, унікальними арктичними екосистемами. Відтак шхери Мініна входять до Пясінської ділянки природоохоронної території Великого Арктичного заповідника, створеного у 1993 році.

## Острови і групи островів
- острів Баранова;
- острів Вардроппера;
- острови Гольцмана;
- острів Гранітний;
- острів Діабазовий;
- острів Ємельянова;
- острови Зарзар;
- острови Звіробой;
- острів Кастеріна;
- острів Колосових;
- острів Круглий;
- острів Нерпячий;
- острів Носатий;
- острів Оленій;
- острови Плавникові;
- острів Підкова;
- острів Циганюка;
- острів Циркуль;
- острови Чельмана.[3]